# Wysoczyzna Siedlecka
Wysoczyzna Siedlecka (318.94) – region fizycznogeograficzny w północnej części Niziny Południowopodlaskiej, między Równiną Wołomińską, Obniżeniem Węgrowskim, Równiną Łukowską oraz Podlaskim Przełomem Bugu. Kraina leży na obszarze województwa mazowieckiego i zajmuje powierzchnię 2502 km².

## Geomorfologia
Wysoczyzna graniczy od zachodu z Obniżeniem Węgrowskim i Równiną Wołomińską, od północy i wschodu z Podlaskim Przełomem Bugu oraz od południa z Równiną Łukowską.
Wysoczyzna powstała na skutek działania lądolodu w okresie zlodowacenia środkowopolskiego stadiału Warty i jego faz recesyjnych. W krajobrazie przeważają moreny: czołowa i denna. Średnia wysokość nad poziomem morza wynosi 160 m n.p.m., a maksymalna dochodzi do 200 m.
Źródła ma tu m.in. Liwiec. Region przecinają również doliny mniejszych rzek, które stanowią dopływy Bugu bezpośrednio, np. Krzny, Tocznej i Cetyni, jak i pośrednio poprzez Liwiec, np. Muchawki, Kostrzynia i Osownicy.
Główne miasta: Siedlce, Sokołów Podlaski, Łosice.

## Ochrona przyrody
Na terenie Nadleśnictwa Siedlce znajduje się 6 rezerwatów przyrody i 3 obszary chronionego krajobrazu. Na samej Wysoczyźnie Siedleckiej znajdują się 3 rezerwaty przyrody: Rezerwat Gołobórz, Rezerwat Stawy Siedleckie oraz Rezerwat Stawy Broszkowskie.
We wschodniej części Wysoczyzny Siedleckiej w Dzięciołach przy Łosicach znajduje się Grodzisko Dzięcioły. 

## Turystyka

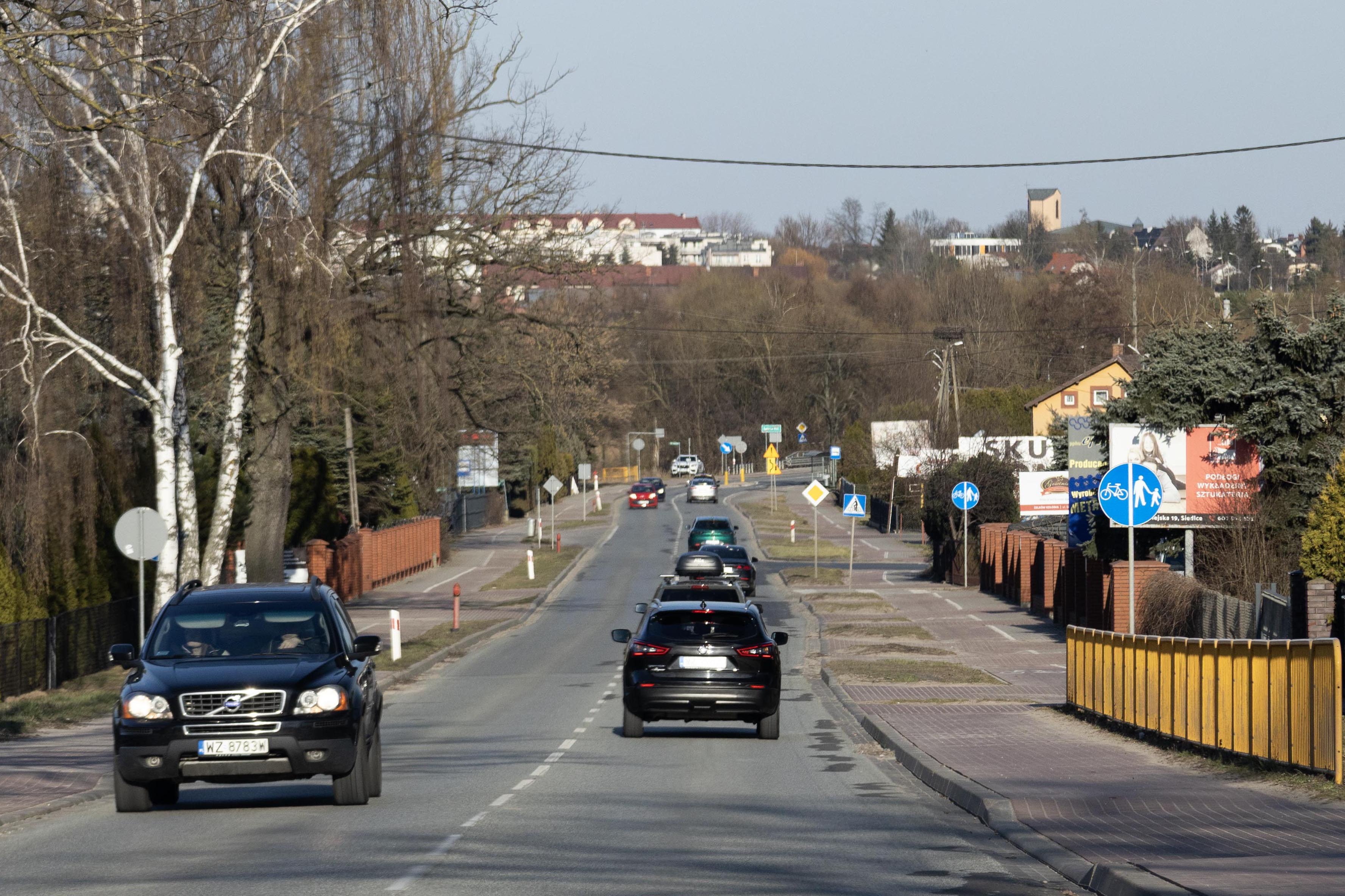
Miasto Siedlce widoczne na wzgórzu od ul. Garwolińskiej

Na terenie Wysoczyzny Siedleckiej znajduje się 7 szlaków turystycznych: 5 rowerowych i 2 piesze. 

### Szlaki turystyczne
- Trasa Siedlce – Węgrów
- Trasa Siedlce – Stoczek Łukowski
- Trasa Zielone Siedlce
- Trasa Doliną Muchawki
- Trasa Korczewska
- Trasa Wodyńska Południowa
- Trasa Budzieszyńska